# Adam Zielinski

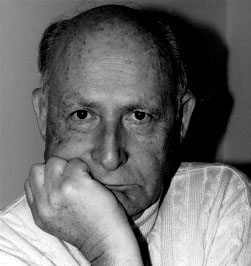
Adam Zielinski (März 2007)

Adam Zielinski (* 22. Juni 1929 in Drohobycz, Galizien; † 26. Juni 2010 in Wien) war ein vielfach ausgezeichneter polnisch-österreichischer Schriftsteller und vormaliger Unternehmer. Seine Werke schrieb er auf Polnisch und Deutsch.

## Leben
Adam Zielinski, Sohn eines Rechtsanwaltes, wurde in Drohobycz, unweit von Lemberg, geboren und wurde während des Zweiten Weltkrieges Vollwaise, da die Nationalsozialisten erst seinen Vater, dann seine Mutter ermordeten. Zielinski war einer von 19 Juden aus seinem Heimatort Stryj, die den Holocaust überlebten. Die anderen 18.000 wurden, wie seine Eltern, ebenfalls ermordet. 1947 schloss Adam Zielinski in Krakau das Gymnasium mit dem Abitur ab und studierte anschließend bis 1954 an der Jagiellonen-Universität in Krakau Sozialwissenschaften und Journalistik (Diplom 1954). 1956 schloss Zielinski als Magister ein Studium der Publizistik an der Universität Warschau ab. 1982 erwarb er zusätzlich einen PhD in Politologie der Glendale University/USA aufgrund einer Arbeit  mit dem Titel  An analysis of China’s developement until today and its prospects to reach the year 2000 in wealth under the conditions of the western democracies.

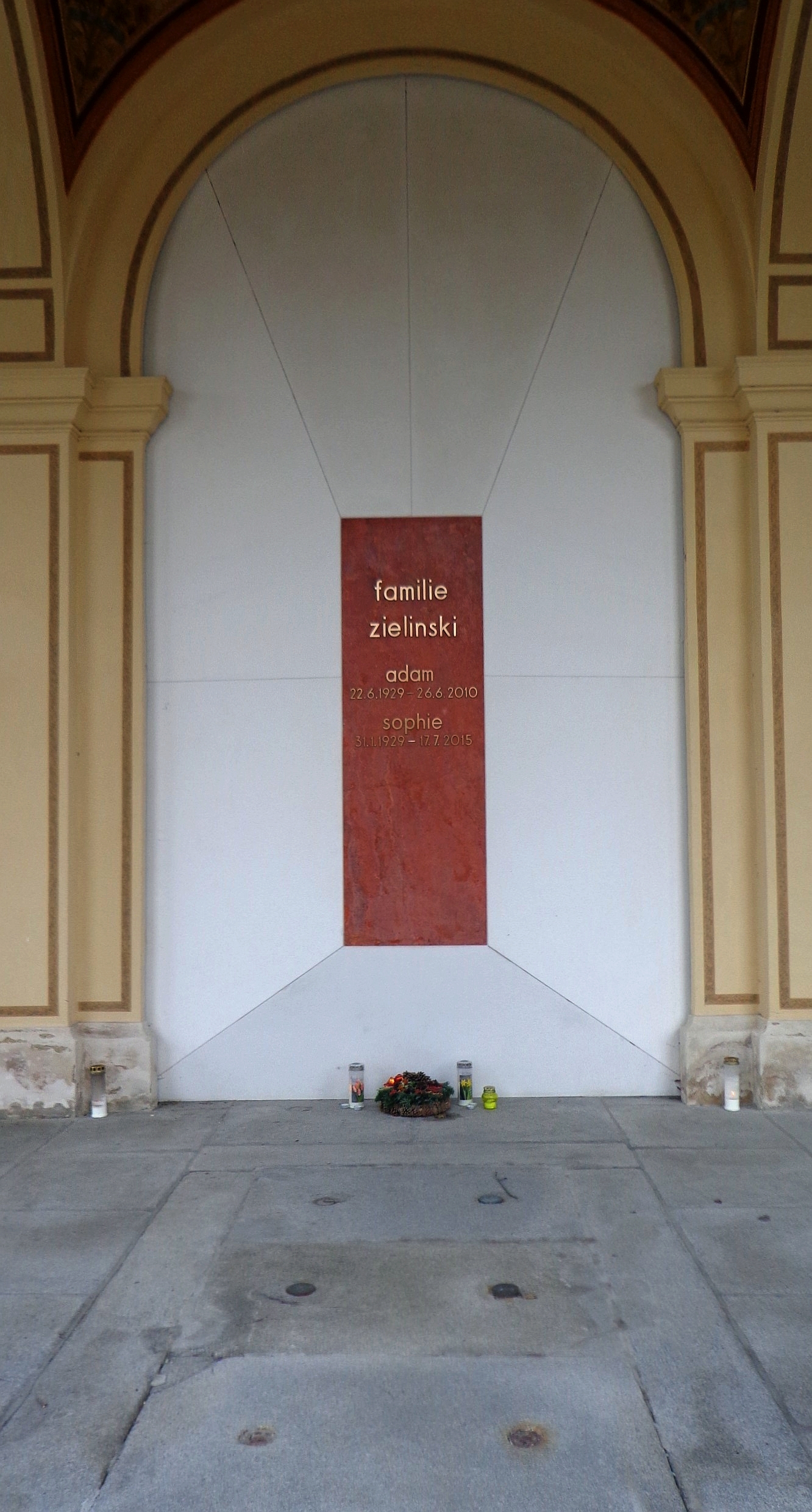
Wiener Zentralfriedhof, Alte Arkaden, Gruft Nr. 22: Grabstätte von Adam Zielinski

1957 zog Zielinski mit seiner Familie nach Wien und war zunächst in der Industrie tätig, 1959 erwarb er die österreichische Staatsbürgerschaft. 1961 gründete er das Handelsunternehmen „Compensa“. Seit 1989 trat er als Schriftsteller hervor und erhielt zahlreiche nationale und internationale Auszeichnungen und literarische Preise.
Zielinski war seit dem 14. Juli 1951 mit Sophie Zielinski, einer Slawistin und langjährigen wissenschaftlichen Mitarbeiterin der Wiener Universität, verheiratet. Sein Sohn Christoph Zielinski ist Facharzt für Innere Medizin mit Schwerpunkt internistische Onkologie, Professor für Innere Medizin und ehemaliger Vorstand einer von drei Universitätskliniken für Innere Medizin an der Medizinischen Universität und dem Allgemeinen Krankenhaus in Wien.
Adam Zielinski wurde am Wiener Zentralfriedhof, in den Alten Arkaden, Nr. 22 bestattet.

## Schriften (Auswahl)
- Die bucklige Welt. Eine Reportage aus dem XX. Jahrhundert, Frankfurt am Main 1991
- Unweit von Wien (zeitgeschichtlicher Roman), Frankfurt am Main 1992
- Eine Rückkehr (Roman), Frankfurt am Main 1996
- Holobutow. Dwa opowiadania (zwei Erzählungen, zweisprachig polnisch-deutsch), Krakau 1998
- Jan war Jossele und andere Erzählungen, Klagenfurt etc. 2001
- Wien. Ein Fall (Roman), Klagenfurt etc. 2002
- Werkausgabe in 10 Bänden, Wieser Klagenfurt etc. 2004
- An der Weichsel (Roman), Klagenfurt etc. 2006
- Höre nie auf zu lernen. Erinnerungen, Begegnungen, Fehden, Versöhnungen, Klagenfurt etc. 2007
- Als die Russen nach Hirschberg kamen und andere Geschichten, Klagenfurt etc. 2008
- 12 jüdische Erzählungen, Klagenfurt etc. 2009
- Im Schtetl, Klagenfurt, Wieser-Verlag 2010

## Preise und Auszeichnungen
- 1979: Goldenes Verdienstzeichen der Republik Österreich
- 1986: Orden der Jugoslawischen Fahne am Band mit drei goldenen Sternen
- 1986: Verleihung des Titels „Kommerzialrat“
- 1988: Silbernes Ehrenzeichen für Verdienste um das Land Wien
- 1998: Preis „Ex oriente lux“ der Internationalen Gesellschaft für Slawische Angelegenheiten in Lublin (Polen)
- 1994: Verleihung des Berufstitels Professor durch den Österreichischen Bundespräsidenten
- 1997: Ehrenmedaille des Polnischen  Kulturministers  „Verdienter der polnischen Kultur“
- 1997: Kommandeur-Kreuz des Ordens der Wiedergeburt Polens
- 1999: Jan-Adamczewski-Preis für Literatur der Krakauer Vereinigung der polnischen Autoren
- 1999: Medaille „Merentibus“ der Jagiellonen-Universität Krakau
- 2000: Goldene Plakette der Stadt Wien
- 2003: Österreichisches Ehrenkreuz für Wissenschaft und Kunst
- 2003: Sonderpreis für Literatur  der Stiftung für polnische Kultur
- 2003: „Bona Fide“-Auszeichnung für Leistungen in der Literatur des  Krakauer Verbandes der Künstler und Literaten
- 2003: „Sic Itur Ad Astra“-Medaille des Krakauer Verbandes der Künstler und Literaten
- 2004: Literarischer Preis „Włodzimierz Tetmajer“
- 2005: Kommandeurskreuz/Komtur mit dem Stern des Verdienstordens der Republik Polen[6]
- 2007: Franz-Theodor-Csokor-Preis des Österreichischen PEN-Clubs
- 2009: Manès-Sperber-Würdigungspreis für Leben und Werk
- 2009: „Goldener Rathausmann“  der Stadt Wien
- 2009: Krakauer Goldenes Szepter für Leistungen um die Literatur und  Auszeichnung „Honoris Gratia“
- 2009: Ehrendoktorwürde der Pädagogischen Iwan-Franko-Universität in Drohobycz, Ukraine[7]